# Fußball-Club Energie Cottbus
Il Fußball-Club Energie Cottbus, noto come Energie Cottbus, è una società calcistica tedesca con sede nella città di Cottbus, nella regione della Lusazia, nel Brandeburgo. Nella stagione 2024-2025 milita nella 3. Liga, la terza divisione del calcio tedesco. Gioca le gare interne nello Stadion der Freundschaft, che ha una capienza di 22.528 posti.
Fondato nell'allora Germania Est, il club ha giocato sette stagioni nella DDR-Oberliga senza tuttavia raggiungere risultati di rilievo. In seguito alla riunificazione tedesca è stato ammesso in terza divisione, riuscendo in seguito ad arrivare in Bundesliga, dove vanta sei partecipazioni.
Angela Merkel è un membro onorario del club.

## Storia

### Origini
Pare che la squadra che abbia i legami più vicini a quella attuale sia nata nel 1919 in quella che un tempo era nota come la città di Marga, da un gruppo di minatori. Il Glückauf Marga (questo era il nome della squadra) è stato attivo fino al 1925, anno in cui i minatori decisero di fondare una squadra, il FSV Sturm Marga, a sua volta chiuso dai nazisti nel 1933.

### Sotto la DDR
La società fu rifondata dopo la fine della seconda guerra mondiale, nel 1949, con il nome di Franz Mehring Marga, diventando poi, nel 1950, BSG Aktivist Brieske-Ost. Nel 1954, il club dopo aver cambiato nome in SC Aktivist Brieske-Senftenberg cominciò a giocare in DDR-Oberliga, la massima serie del campionato della Repubblica Democratica Tedesca (DDR), finendo sempre a metà classifica, fino a quando, nel 1963, retrocesse in 1. Liga, la seconda divisione. Nell'anno successivo la squadra fu assorbita dallo SC Cottbus e nel 1966 quest'ultima cambiò il nome in BSG Energie Cottbus.

### Dopo la riunificazione tedesca
Nel 1990, subito dopo la riunificazione delle due Germanie, il club recuperò la denominazione Fußball-Club Energie Cottbus: le graduatorie per la fusione dei sistemi calcistici occidentale ed orientale lo videro ripartire dall'Oberliga (all'epoca quarta divisione).
Dopo sette anni trascorsi nei campionati regionali, l'Energie inanellò una serie di stagioni positive che gli permisero di scalare le categorie calcistiche: nel 1997 riuscì ad accedere alla Zweite Bundesliga e nel 2000 (trascinato dal talento del fantasista rumeno Vasile Miriuță) ottenne la prima promozione in Bundesliga.
La società di Cottbus si rivelò dunque una delle poche squadre di calcio dell'ex Germania Est capaci di reggere il confronto con le ben più organizzate squadre dell'occidente. 
Il 6 aprile 2001 divenne la prima squadra di Bundesliga a schierare una formazione titolare di undici giocatori stranieri (i bosniaci Tomislav Piplica, Faruk Hujdurović, Bruno Akrapović, i rumeni Laurențiu Reghecampf, János Mátyus, Vasile Miriuță, l'albanese Rudi Vata, il beninese Moussa Latoundji, il polacco Andrzej Kobylański, il croato Antun Labak e il brasiliano Franklin); egualmente stranieri furono i tre giocatori scesi in campo a partita in corso (lo svedese Jonny Rödlund, il romeno Sabin Ilie e il polacco Witold Wawrzyczek). Più in generale, in tale stagione l'Energie schierò più volte 9 o 10 titolari stranieri, relegando i giocatori tedeschi a sole 83 presenze (su un totale di 476) delle quali 28 in capo all'attaccante Sebastian Helbig.
Dopo tre stagioni consecutive in prima serie, nel 2003 l'Energie retrocedette in 2. Bundesliga; l'anno successivo, dopo un campionato di vertice, mancò di poco l'immediata risalita (conquistata dal Magonza grazie a una miglior differenza reti). La promozione giunse nell'annata 2005-2006; seguirono poi due salvezze consecutive, rispettivamente con un 13º posto nel 2006-2007 (con annesso record di punti segnati in Bundesliga, 41) e con un 14° nel 2007-2008. Nella stagione seguente, pur riuscendo a evitare la retrocessione diretta grazie al terzultimo posto, l'Energie retrocesse dopo aver perso lo spareggio contro il Norimberga, terzo classificato della 2. Bundesliga.
Al termine della stagione 2013-2014 la squadra retrocesse, dopo 17 anni trascorsi nelle prime due divisioni, in 3. Liga. La discesa continuò nel 2015-2016 con la retrocessione in Regionalliga a causa del diciannovesimo posto in classifica di terza serie. Alla fine della stagione 2017-2018, vincendo la Regionalliga Nord-Est e anche la finale per la promozione, il club ascese in 3. Liga, ma retrocesse in Regionalliga l'anno dopo.

## Palmarès

### Competizioni nazionali
- Fußball-Regionalliga: 3

1996-1997 (Regionalliga Nord-Est), 2017-2018 (Regionalliga Nord-Est), 2022-2023 (Regionalliga Nord-Est)

### Altri piazzamenti
- Coppa della Germania Est:

Semifinalista: 1973-1974, 1981-1982
- Coppa di Germania:

Finalista: 1996-1997
Semifinalista: 2010-2011
- 2. Fußball-Bundesliga:

Terzo posto: 1999-2000, 2005-2006

## Statistiche e record

### Partecipazione ai campionati e ai tornei internazionali

#### Campionati nazionali
Il club partecipa alla DDR-Oberliga, la massima divisione del campionato tedesco orientale. Dopo la riunificazione tedesca viene ammesso in Oberliga Nordost Mitte, l'allora terza divisione del calcio tedesco, e in seguito ottiene anche due promozioni in Bundesliga.
Dalla stagione 1963-1964 alla 2025-2026 compresa il club ha ottenuto le seguenti partecipazioni ai campionati nazionali:
| Livello | Categoria              | Partecipazioni | Debutto   | Ultima stagione | Totale |
| ------- | ---------------------- | -------------- | --------- | --------------- | ------ |
| 1º      | DDR-Oberliga           | 6              | 1973-1974 | 1989-1990       | 13     |
| 1º      | NOFV-Oberliga          | 1              | 1990-1991 | 1990-1991       | 13     |
| 1º      | Bundesliga             | 6              | 2000-2001 | 2008-2009       | 13     |
| 2º      | 2. Bundesliga          | 11             | 1997-1998 | 2013-2014       | 32     |
| 2º      | DDR-Liga               | 21             | 1963-1964 | 1987-1988       | 32     |
| 3º      | Oberliga Nordost Mitte | 3              | 1991-1992 | 1993-1994       | 11     |
| 3º      | Regionalliga Nordost   | 3              | 1994-1995 | 1996-1997       | 11     |
| 3º      | 3. Liga                | 5              | 2014-2015 | 2025-2026       | 11     |
| 4º      | Regionalliga Nordost   | 7              | 2016-2017 | 2023-2024       | 7      |